# Daebudo
Daebudo (en coréen : 대부도) est une île située dans la province de Gyeonggi en Corée du Sud. Elle est notamment connue pour la bataille de l'île Hansan.